# Alseda landsfiskalsdistrikt
Alseda landsfiskalsdistrikt var 1918-1953 ett landsfiskalsdistrikt i Jönköpings län, bildat när Sveriges indelning i landsfiskalsdistrikt trädde i kraft den 1 januari 1918, enligt beslut den 7 september 1917. Den 1 juli 1953 (enligt beslut den 30 juni 1953) upphörde distriktet genom sammanslagning av landsfiskalsdistrikten Alseda och Vetlanda till ett, benämnt Vetlanda.
Landsfiskalsdistriktet låg under länsstyrelsen i Jönköpings län.

## Ingående områden
När Sveriges nya indelning i landsfiskalsdistrikt trädde i kraft den 1 oktober 1941 (enligt kungörelsen den 28 juni 1941) tillfördes kommunerna Korsberga, Lemnhult, Nye, Näshult, Skirö och Stenberga från det upplösta Nye landsfiskalsdistrikt. När Sveriges nya indelning i landsfiskalsdistrikt trädde i kraft den 1 januari 1952 (enligt kungörelsen 1 juni 1951) ändrades distriktets omfattning.

### Från 1918
Östra härad:
- Alseda landskommun
- Karlstorps landskommun
- Kråkshults landskommun
- Skede landskommun
- Ökna landskommun

### Från 1 oktober 1941
Östra härad:
- Alseda landskommun
- Karlstorps landskommun
- Korsberga landskommun
- Kråkshults landskommun
- Lemnhults landskommun
- Nye landskommun
- Näshults landskommun
- Skede landskommun
- Skirö landskommun
- Stenberga landskommun
- Ökna landskommun

### Från 1 januari 1952
- Alseda landskommun
- Korsberga landskommun
- Nye landskommun